# Крокіс вовнистий
Крокіс вовнистий, сафлор шерстистий (Carthamus lanatus) — вид рослин з родини айстрових (Asteraceae), поширений у Північній Африці, Європі, західній Азії. Етимологія: лат. lanatus — «вовнистий».

## Опис
Однорічна чи дворічна трав'яниста рослина 20–60 см заввишки. Рослина більш-менш павутинисто-шерстиста, сірувато-зелена. Листки слабо залозисто-волосисті, з короткими волосками; прикореневі — ліроподібні, стеблові — перистонадрізані. Квітки жовті.

## Поширення
Поширений у Північній Африці, Європі, західній Азії.
В Україні вид зростає зрідка на піщаних місцях — в півд. ч. (в Одеській, Донецькій і Кримській областях).

## Використання
Жироолійна, ефіроолійна, фарбувальна, лікарська рослина.